# 理性
在哲學中，理性（英語：Rationality）是指人類能夠運用理智的能力。相對於感性的概念，它通常指人類在審慎思考各項客觀的證據後，以推理方式，推導出合理的結論。這種思考方式稱為理性。
感性和理性，都屬於意識的範疇，且為意識的性質。 理性，基於意識，是具有參照性的意識。 參照系，可以是生命，比如本能；也可以是知識，比如坐標；也可以是意識，比如自我。
理性，也代表其思想及行為不會被杏仁核劫持，能夠冷靜分析，控制情緒，是情緒智慧中重要的一部分。

## 字源
理性（英語：reason）最早源起於希臘语词语“邏各斯”（希臘語：λόγος，logos）。在羅馬時代，譯成拉丁語：，拉丁语原意是計算金錢，但在等同於邏各斯後，成為哲學上廣泛使用的術語。譯成法语後，成為法語：。最後形成了理性（英語：rationality）與理智（英語：reason）的字根。

## 經濟學的應用
新古典經濟學的模型中，無限理性被作為模型中人的作為準則之一，人因為絕對理性而做出自我利益最大化的行為。
但是在論理模型外，行為經濟學中，人不是絕對理性的，非理性因素影響著人在微观经济学和宏观经济学中的決策。